# Huta (powiat augustowski)
Huta – wieś w Polsce położona w województwie podlaskim, w powiecie augustowskim, w gminie Sztabin.
Wieś magnacka położona była w końcu XVIII wieku w powiecie grodzieńskim województwa trockiego.
W latach 1954–1961 wieś należała i była siedzibą władz gromady Huta, po jej zniesieniu w gromadzie Sztabin. W latach 1975–1998 miejscowość należała administracyjnie do województwa suwalskiego.